# Gran Teatro de Poznan
El Gran Teatro (en polaco: Teatr Wielki) es la sede de la ópera de la ciudad de Poznan, Polonia. 
Fue construido en 1910 según proyecto del arquitecto muniqués Max Littmann.
Es una de las diez casas líricas que operan actualmente en Polonia.

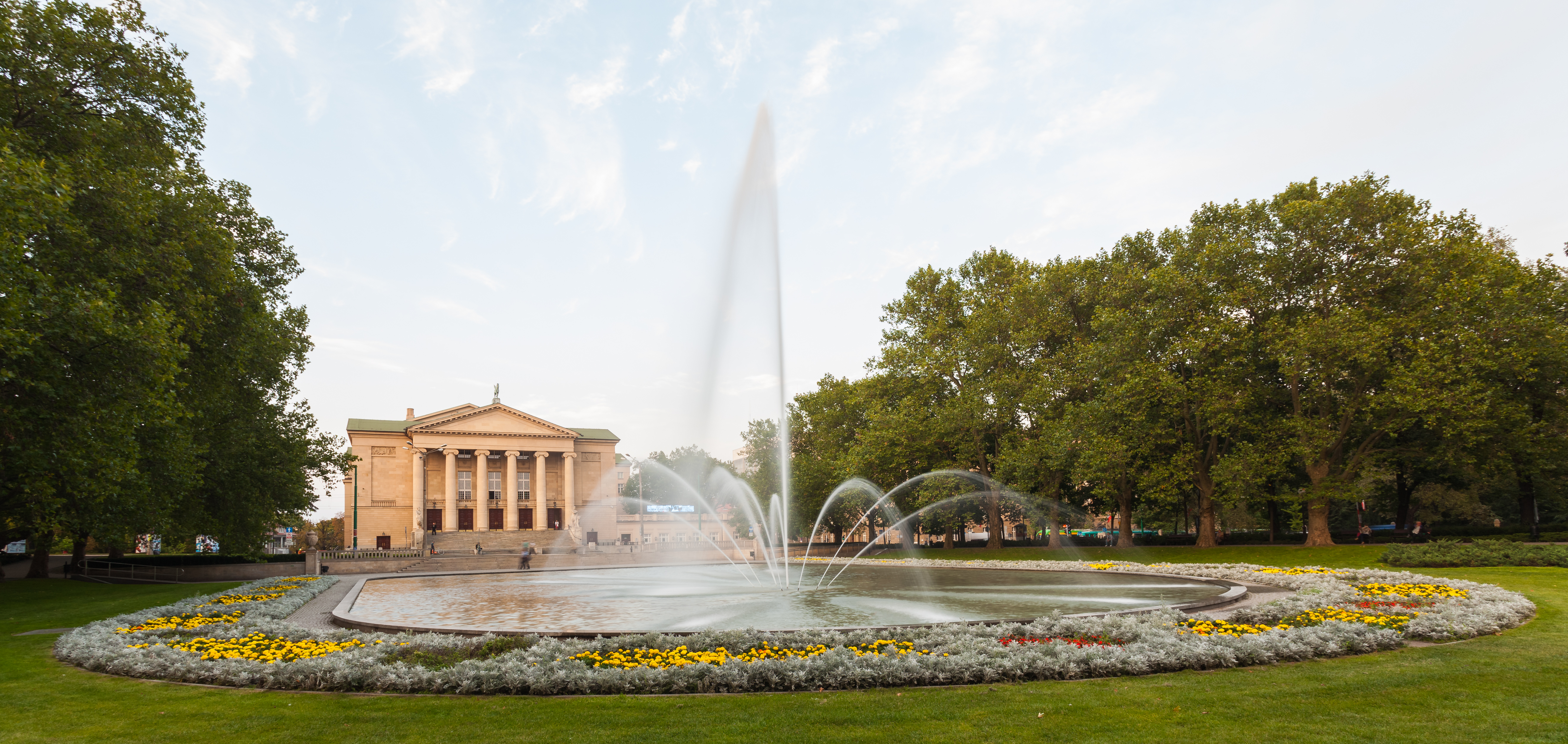
Vista desde el parque Adam Mickiewicz.